# Ikatská jaderná elektrárna
Ikatská jaderná elektrárna (japonsky 伊方発電所) je provozní jaderná elektrárna v Japonsku, která se nachází na západě japonského ostrova Šikoku poblíž města Ikata v prefektuře Ehime. Jadernou elektrárnu vlastní a provozuje společnost Shikoku Electric Power Company. Hrubý výkon elektrárny je 890 MW.

## Historie a technické informace

### Počátky
Historie jaderné elektrárny sahá až do 60. let 20. století, kdy začala být plánována. V roce 1972 bylo obdrženo stavební povolení pro první jaderný reaktor.

### Výstavba a uvedení do provozu
Jeho výstavba započala dnem 1. září 1973. Jednalo se o dvousmyčkový tlakovodní reaktor Mitsubishi M212 o hrubém výkonu 566 MW a čistém výkonu, který byl odesílán do sítě 538 MW. Reaktor dosáhl poprvé kritického stavu dne 29. ledna 1977 a k síti byl připojen dne 17. února 1977. Komerční provoz následoval dne 30. září 1977.
Druhý blok začal být budován 1. srpna 1978 a jednalo se o identický reaktor Mitsubishi M212 o dvou smyčkách, hrubém výkonu 566 MW a čistém výkonu 538 MW. Kritický stav byl poprvé dosažen 31. července 1981 a synchronizace se sítí proběhla 19. srpna 1981. Komerční provoz blok zahájil 19. března 1982.
Třetí blok s třísmyčkovým reaktorem, hrubým výkonem 890 MW a čistým výkonem po odečtení vlastních potřeb 846 MW se začal stavět 1. října 1990. Po necelých čtyřech letech výstavby dosáhl reaktor bloku kritického stavu dne 23. února 1994. Se sítí byl propojen dne 29. března 1994 a komerční provoz byl nakonec zahájen 15. prosince 1994.
Celkově byly na stanici postaveny tři reaktory, všechny tři tlakovodní typu (PWR), dodané a vybudované společností Mitsubishi Heavy Industries.

### Zemětřesení a tsunami v Tóhoku 2011
Po roce 2011, kvůli Fukušimské havárii byly všechny reaktory odstaveny. V roce 2015 bylo shledáno, že dvě nejstarší jednotky již nejsou dostatečně bezpečné. Z tohoto důvodu se do provozu v roce 2016 vrátil pouze jeden, nejnovější reaktor.
Existují názory, že elektrárna se nachází v nebezpečném prostředí, ve kterém hrozí sopečná erupce, zemětřesení. Tyto obavy jsou ale liché, protože elektrárna se v tektonické oblasti nenachází a nejbližší aktivní sopka se nachází 130 kilometrů daleko.

## Informace o reaktorech
| Reaktor | Typ reaktoru    | Výkon  | Výkon  | Zahájení výstavby | Připojení k síti | Uvedení do provozu | Uzavření    |
| Reaktor | Typ reaktoru    | Čistý  | Hrubý  | Zahájení výstavby | Připojení k síti | Uvedení do provozu | Uzavření    |
| ------- | --------------- | ------ | ------ | ----------------- | ---------------- | ------------------ | ----------- |
| Ikata-1 | Mitsubishi M212 | 538 MW | 566 MW | 1. 9. 1973        | 17. 2. 1977      | 30. 9. 1977        | 10. 5. 2016 |
| Ikata-2 | Mitsubishi M212 | 538 MW | 566 MW | 1. 8. 1978        | 19. 8. 1981      | 19. 3. 1982        | 23. 5. 2018 |
| Ikata-3 | Mitsubishi M312 | 846 MW | 890 MW | 1. 10. 1990       | 29. 3. 1994      | 15. 12. 1994       |             |